# Gábor Reisz
Gábor Reisz (* 19. ledna 1980, Budapešť) je maďarský herec, scenárista, režisér a textař. 

## Biografie
Narodil se roku 1980 v Budapešti v tehdejší Maďarské lidové republice. Nejprve získal titul na Univerzitě škole tělesné výchovy, poté od roku 2003 studoval teorii filmu a filmovou historii na Univerzitě Loránda Eötvöse. Od roku 2006 studoval filmovou a televizní režii na Vysoké škole divadelního a filmového umění, kde byla jeho třídní učitelkou Ildikó Enyedi. Během studií napsal a režíroval několik krátkých filmů. Své studium ukončil roku 2011 a v roce 2014 debutoval svým prvním celovečerním filmem s názvem Jsou věci divné a nevysvětlitelné, který byl oceněn na několika mezinárodních festivalech: získal mimo jiné zvláštní cenu filmového festivalu v Turíně, dále cenu publika a cenu kritiky, hlavní cenu Mezinárodního filmového festivalu Jameson CineFest v Miskolci a cenu za nejlepší režii Mezinárodního filmového festivalu v Sofii. Jeho druhý celovečerní film Špatné básně, ve kterém hrál i hlavní roli, měl premiéru v prosinci 2018. Jeho třetí celovečerní film Vysvětlení na všechno získal v roce 2023 na filmovém festivalu v Benátkách cenu za nejlepší film v kategorii Horizonty.

## Dílo

### Celovečerní filmy
- Jsou věci divné a nevysvětlitelné (VAN valami furcsa és megmagyarázhatatlan, 2014)
- Špatné básně (Rossz versek, 2018)
- Vysvětlení na všechno (Magyarázat mindenre, 2023)

### Krátké filmy
- Tóth Árpád: Hajnali szerenád (2003)
- Ritmus (2005)
- Alma a paradicsomban (2005)
- Koncz Zsuzsa: Április hónapja (2006, video)
- A tagadás oka, őszintén (2006)
- Meglét (2006)
- Jót és semmit (2007, dokument)
- 8 (2007, část s názvem "4")
- Öltöző (2008)
- Valakinek a valamije (2009)
- Judith Keith (2010)
- Külalak (2011)
- Nekem Budapest (2013, část s názvem "Péter" )